# C57BL/6

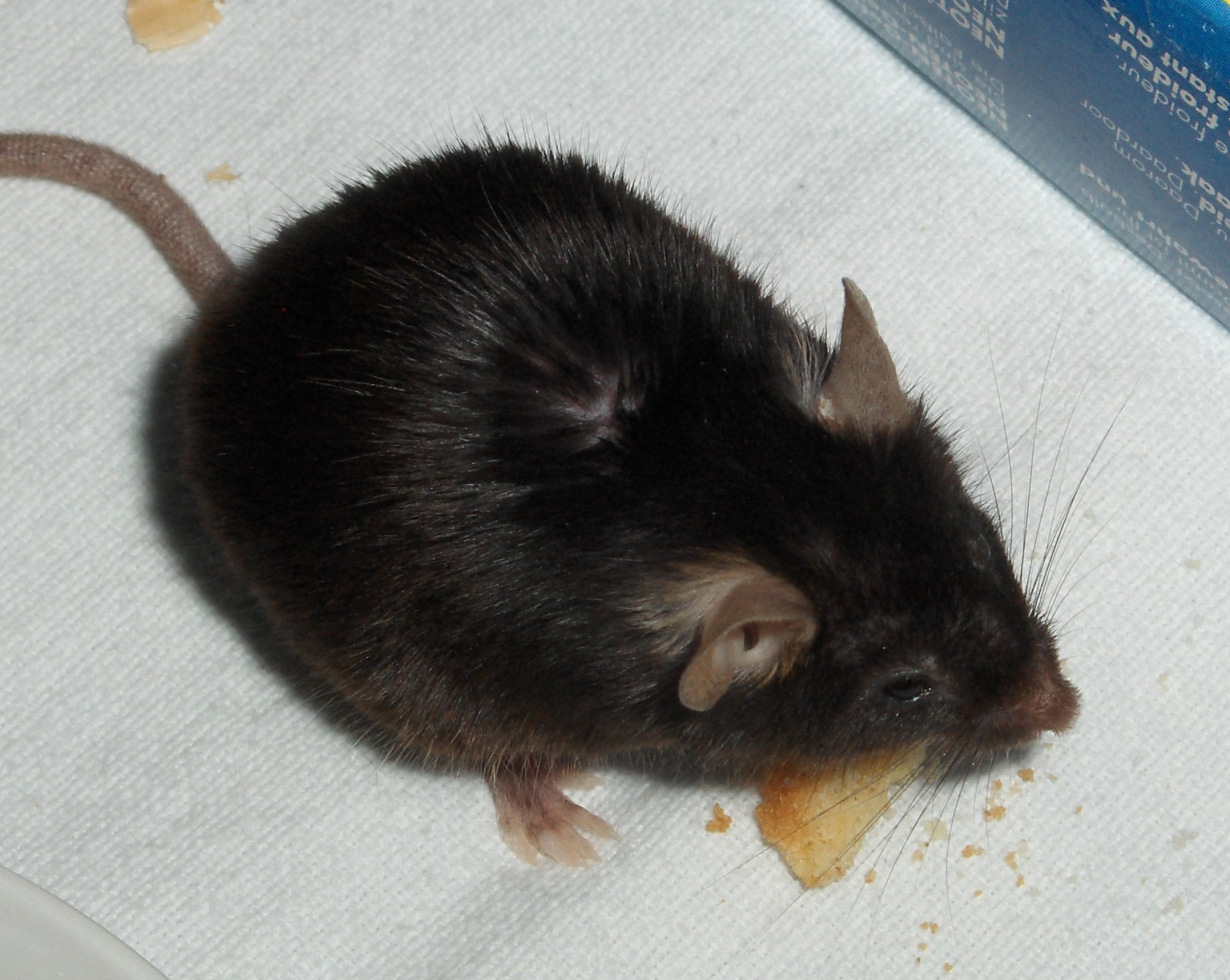
hembra de C57BL/6, 22 semanas de edad.

C57BL/6, a menudo denominado «C57» o «C57BLACK6», es una cepa endogámica común de ratón de laboratorio. Se utilizan en muchos campos de investigación, como biología cardiovascular, biología del desarrollo, investigación sobre diabetes y obesidad, genética e inmunología.
Es el genotipo más utilizado de ratones modificados genéticamente para su uso como modelos de enfermedades humanas. Es la cepa de ratón más utilizada y más vendida, debido a la disponibilidad de cepas congénicas, fácil reproducción y robustez.

## Historia
La línea C57BL/6 fue desarrollada por C. C. Little en el Bussey Institute en 1921.
La subcepa «6» fue la más popular de las subcepas supervivientes. El supervisor de Little, William E. Castle, había obtenido la cepa predecesora de C57BL/6, «ratón número 57», de Abbie Lathrop, quien en ese momento estaba criando cepas endogámicas para la investigación de tumores mamarios en colaboración con Leo Loeb.
A principios del siglo XXI, la revista Nature publicó la secuencia del genoma del ratón. El organismo a secuenciar no era ningún ratón de tipo salvaje o un ratón de laboratorio desconocido, sino este C57BL/6.

## Apariencia y comportamiento
Los ratones C57BL/6 tienen un pelaje marrón oscuro, casi negro. Son más sensibles al ruido, los olores y es más probable que muerdan a las cepas de laboratorio más dóciles como BALB/c.  Son buenos criadores.
Los ratones machos alojados en grupo muestran un comportamiento de «peluquero», en el que el ratón dominante en una jaula elimina selectivamente el pelo de sus compañeros subordinados. Los ratones que han sido barbeados tienen grandes parches de calvicie en sus cuerpos, comúnmente alrededor de la cabeza, el hocico y los hombros, aunque también pueden arrancar el pelo de otras partes del cuerpo. Se pueden eliminar tanto el pelo como los vibrisas.
C57BL/6 tiene muchas características inusuales que lo hacen útil para algunos trabajos e inapropiado para otros: es inusualmente sensible al dolor y al frío, y los medicamentos analgésicos son menos efectivos en él. A diferencia de la mayoría de las cepas de ratones, bebe bebidas alcohólicas de forma voluntaria. Es más susceptible que el promedio a la adicción a la morfina, la aterosclerosis, y la pérdida auditiva relacionada con la edad.

## Reproducción
Los ratones deben aparearse cuando sean sexualmente maduros (es decir, de 6 a 8 semanas de edad). Se recomienda que los ratones transgénicos o quimeras se crucen con ratones C57BL/6. Después de seis generaciones de cruces, más del 99% de los ratones contienen el trasfondo genético de C67BL/6.
Se puede esperar una nueva camada dentro de un mes después del parto, ya que las hembras van cada 3-4 días durante el período de destete y el período de gestación dura de 19 a 21 días. Si la camada no se forma dentro de un mes, los ratones que se van a aparear deben reemplazarse. Es posible que un ratón transgénico sea infértil.
Mantenerlos en una jaula no es difícil. En comparación con sus parientes que viven al aire libre, las condiciones de vida del laboratorio promueven la baja movilidad y la obesidad en los ratones C57BL/6.

## Importancia
- El ratón C57BL/6 fue la segunda especie de mamífero en tener publicado todo su genoma.
- Por mucho, el roedor de laboratorio más popular, el ratón C57BL/6 representa entre la mitad y las cinco sextas partes de todos los roedores enviados a laboratorios de investigación de proveedores estadounidenses.[2] Su abrumadora popularidad se debe en gran parte a la inercia: ha sido ampliamente utilizado y ampliamente estudiado.[2]
- En 2013, los ratones C57BL/6 volaron al espacio a bordo del Bion-M No.1.[9]
- En 2015, las hembras C57BL/6NTac proporcionadas por Taconic Biosciences fueron enviadas a la Estación Espacial Internacional en la SpaceX CRS-6.